# Хакараву

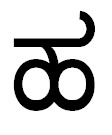
Хакараву

Хакараву (канн. ಹಕಾರವು) — ха, буква алфавита каннада,  обозначает глухой глоттальный щелевой согласный [h].
Кагунита: ಹಾ, ಹಿ, ಹೀ, ಹು, ಹೂ, ಹೃ, ಹೆ, ಹೇ, ಹೈ, ಹೊ, ಹೋ, ಹೌ.
Подстрочная форма написания в лигатурах называется хаотту:

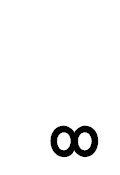
Хаотту (каннада)
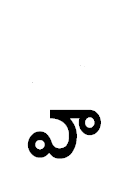
Хаватту (телугу)
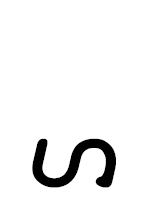
Тьенг ха (кхмерский)
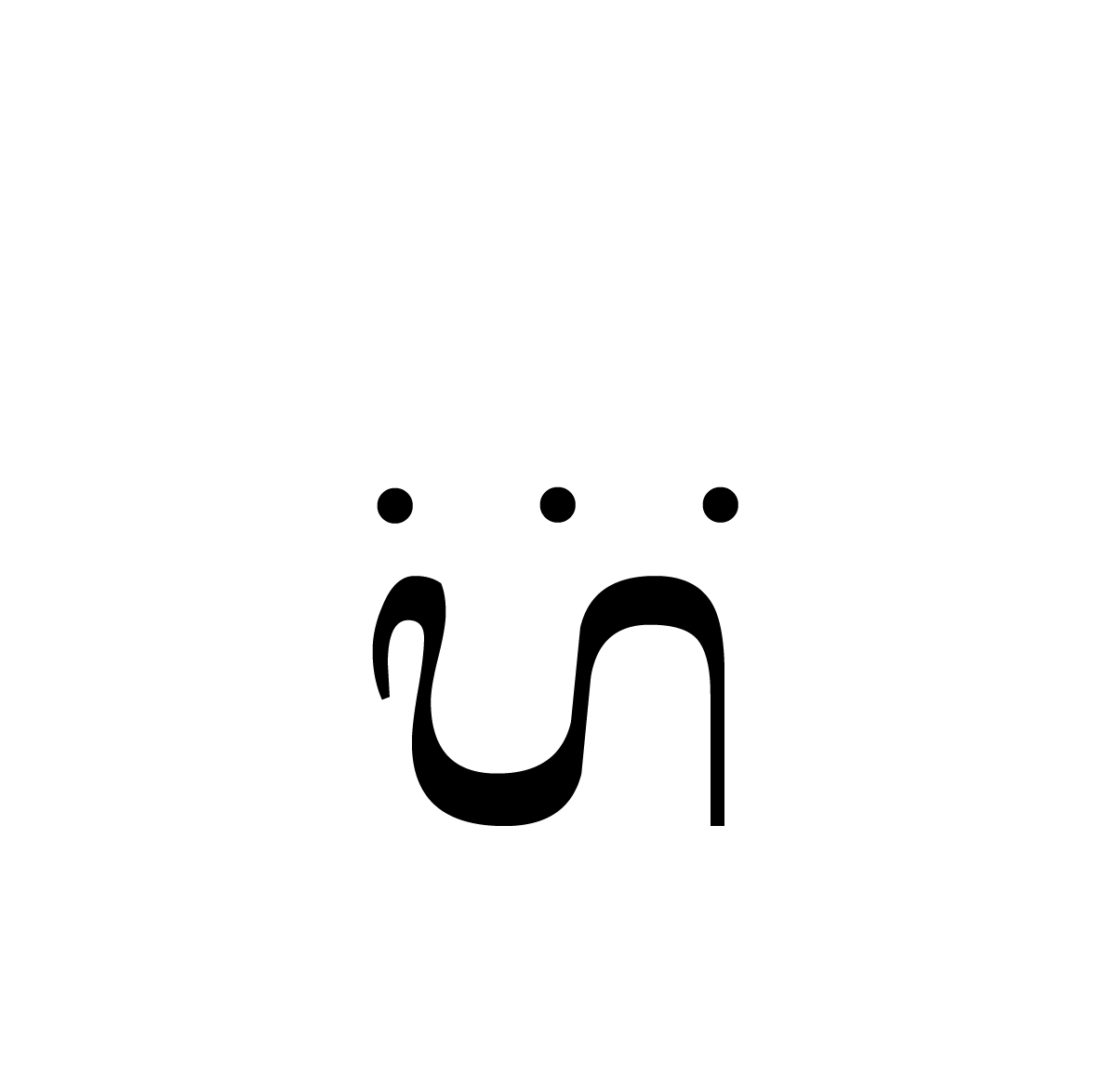
Гантунган ха (балийский)

## Омоглифы
- Цха —
- Чха (тибетская буква) —